# Im Prater blüh'n wieder die Bäume
 (mars 2023).
Si vous disposez d'ouvrages ou d'articles de référence ou si vous connaissez des sites web de qualité traitant du thème abordé ici, merci de compléter l'article en donnant les références utiles à sa vérifiabilité et en les liant à la section « Notes et références ».
Pour plus de détails, voir Fiche technique et Distribution.
Im Prater blüh'n wieder die Bäume (titre français : Lixie) est un film autrichien réalisé par Hans Wolff sorti en 1958.
Il s'agit de l'adaptation de la pièce Die Sachertorte de Siegfried Geyer et Rudolf Österreicher, présentée en 1929.

## Synopsis
Vienne à l'époque impériale : Une grande fête a lieu dans l'appartement de la danseuse de ballet Mizzi Starek, au cours de laquelle le baron marié Lazi Köröshazi commence à s'extasier sur Mizzi. Le Hofrat Härtl de l'appartement d'en face interdit bientôt le bruit, la fête prend fin soudainement. Le lendemain, Härtl et Lixie, sa fille, et Mizzi , se rencontrent dans le couloir et s'excusent pour leur comportement de la veille. Lixie et Mizzi apprennent à se connaître et s'entendent bien. Peu de temps après, dans une situation désespérée, Mizzi se précipite dans l'appartement de Lixie. Le baron Lazi était venu la voir pour un rendez-vous, mais sa femme Ilona l'a suivi et attend maintenant dans une voiture devant la maison qu'il apparaisse. Si au lieu de Mizzi, l'innocente Lixie amenait le baron à la porte, il pourrait justifier sa visite comme une invitation à son père, le conseiller. Lixie accepte et peut convaincre Ilona que son mari n'a pas eu de liaison. Ilona est ravie de Lixie, alors elle l'invite à faire une promenade en calèche. Ilona, Lazi et Lixie s'arrêtent dans un café, où l'archiduc Pierre-Ferdinand remarque Lixie. Il aimerait revoir la jeune femme. Un peu plus tard, le baron et la baronne vont à l'hôtel Sacher avec Lixie et invitent Lixie au spectacle de gala de l'école de cavalerie qui doit avoir lieu dans la soirée. Ilona se fait apporter une robe pour la soirée.
Lixie attend la robe dans la salle du courrier de l'hôtel Sacher et écrit une lettre. Peu de temps auparavant, elle a eu une conversation avec son ami, le compositeur Toni Reitmeier, qui lui donne des cours de piano. Il est très doué, mais il est malheureux, car il n'a aucun soutien. Il ne parvient pas à décrocher un emploi à l'Opéra de Vienne. Enrico Caruso, qui réside actuellement à l'hôtel Sacher, n'a pas pris sa lettre de recommandation, car il a mal compris sa demande comme une demande d'autographe. Lixie ne sait pas comment l'aider. Par chance, Pierre-Ferdinand, client régulier, est également à l'hôtel Sacher, il souhaite boire son vin dans une antichambre de la salle du courrier. L'archiduc et Lixie se retrouvent donc. Pierre-Ferdinand est enthousiaste et change son programme pour la soirée, il avoue à Lixie qu'il n'est libre que pour un repas ce jour-là. Pierre-Ferdinand veut s'évader du gala de l'école d'équitation en soirée pour pouvoir manger avec Lixie à l'hôtel Sacher. Elle, à son tour, se rend compte qu'il veut une fille simple pour son divertissement du soir. Elle se présente donc à lui comme la danseuse de ballet Mizzi Starek.
Dans la soirée, l'archiduc se présente en retard pour le gala et, comme tous le monde le remarque, il s'en va manifestement prématurément. Il se précipite chez Lixie et ils passent tous les deux une longue soirée ensemble. Lixie veut présenter à Pierre-Ferdinand son "frère" Toni, qui a du talent mais aucune protection. L'archiduc l'envoie secrètement chercher avant qu'il ne boive à la Fraternité avec Lixie. Les deux se rapprochent et s'embrassent lorsque Toni est soudainement annoncé. Il comprend rapidement ce que Lixie a présenté, mais ne peut pas jouer le jeu longtemps. Il n'a besoin d'aucune protection, cela lui échappe ; de plus, son nom n'est pas Starek, ni n'a de frère. Toni s'en va et l'archiduc se sent comme un imbécile. Lixie lui avoue maintenant qu'elle est la fille d'un conseiller de la Cour. Pour l'archiduc, elle ne peut plus être une aventure rapide en raison de ses origines. Il se rend compte qu'il est vraiment tombé amoureux d'elle et ils quittent tous les deux l'hôtel Sacher. Ils traversent Vienne en calèche et finissent par danser sous la pluie. Les deux se retrouvent avec des vêtements mouillés dans la chambre de l'archiduc. Lixie reste, avec un paravent la séparant de l'archiduc.
Le lendemain matin, Lixie est de retour chez elle comme si de rien n'était. Elle crie sur Mizzi, mais elle réconforte la jeune femme : Rencontrer l'homme de sa vie est un coup de chance qui n'arrive pas à toutes les femmes, même s'il reste finalement inaccessible.
La nuit a de plus grandes conséquences pour l'archiduc Pierre-Ferdinand. Son départ de l'événement a été interprété diplomatiquement, de sorte que de nombreux chefs d'État ont quitté Vienne de manière démonstrative et ont publié des notes de protestation. Le père de l'archiduc est en colère et menace de mettre son fils en prison. Il y a aussi une rumeur selon laquelle Pierre-Ferdinand a passé la nuit avec la femme d'un ministre. Il nie, mais ne peut pas donner le nom de Lixie. Mizzi aide Lixie et l'archiduc, car elle a quelque chose à compenser avec Lixie. Elle reprend le rôle de Lixie et l'archiduc peut désormais affirmer avoir passé la nuit avec la danseuse de ballet Mizzi. Cette liaison est acceptée et l'archiduc est muté à un poste un peu meilleur. Toutes les personnes impliquées dans l'affaire reçoivent de meilleurs titres de la part de l'archiduc et Mizzi une indemnité de départ qui lui permet d'abandonner la danse et d'ouvrir une boutique. La lettre de protection de l'archiduc, à son tour, ouvre toutes les portes à Toni : il est employé comme troisième répétiteur à l'opéra. Il a également reconnu que Lixie l'avait défendu aussi et les deux se sont maquillés pour le corso fleuri dans le Prater.

## Fiche technique
- Titre : Im Prater blüh'n wieder die Bäume
- Réalisation : Hans Wolff
- Assistant-réalisateur : Franz Josef Gottlieb
- Scénario : Juliane Kay, Karl Farkas (de)
- Photographie : Willi Sohm
- Montage : Paula Dvorak
- Musique : Robert Stolz
- Direction artistique : Fritz Mögle, Heinz Ockermüller
- Costumes : Hill Reihs-Gromes
- Son : Herbert Janeczka
- Producteur : Otto Dürer
- Société de production : Paula Wessely Filmproduktion GmbH
- Société de distribution : Transocean-Film
- Pays d'origine :  Autriche
- Langue : allemand
- Format : Couleur — 35 mm — 1,33:1 — Son : Mono
- Genre : Film dramatique, Film romantique
- Durée : 95 minutes
- Dates de sortie :
  -  Allemagne : 1er août 1958.
  -  Danemark : 5 octobre 1959.
  -  France : 25 mars 1960[1].

## Distribution
- Johanna Matz : Lixie Härtl
- Gerhard Riedmann (de) : l'archiduc  Pierre-Ferdinand
- Nina Sandt : Mizzi Starek
- Theo Lingen : M. Schindler
- Marte Harell : Anna Sacher
- Albert Rueprecht (de) : Toni Reitmeier
- Susi Nicoletti : Isabella
- Egon von Jordan : adjudant Jankowitz
- Fred Liewehr : le baron Lazi Köröshazi
- Elisabeth Stiepl : la baronne Ilona
- Erik Frey : le conseiller commercial Stangl
- Ljuba Welitsch : la chanteuse
- Erich Nikowitz : le conseiller de la cour Härtl
- Raoul Retzer : le policier

## Crédit d'auteurs
- (de) Cet article est partiellement ou en totalité issu de l’article de Wikipédia en allemand intitulé « Im Prater blüh’n wieder die Bäume » (voir la liste des auteurs).